# Bothriomyrmex menozzii
Bothriomyrmex menozzii är en myrart som beskrevs av Carlo Emery 1925. Bothriomyrmex menozzii ingår i släktet Bothriomyrmex och familjen myror. Inga underarter finns listade.